# RMS Royal Adelaide
RMS Royal Adelaide — колёсный пароход, которым владела компания City of Dublin Steam Packet Company. Его основной маршрут пролегал из Лондона в Корк. Судно потерпело крушение в 1850 году.

## Последний рейс (1850 г.)
27 марта 1850 года пароход RMS Royal Adelaide, под командованием Джона Бэтти, отчалил из порта города Корк, взяв на борт груз и 250 пассажиров. Вечером 28 марта судно пришвартовалось в Плимуте. А уже в 3 часа ночи следующего дня корабль вышел из Плимута в Лондон. На тот момент, количество пассажиров на борту парохода составляло практически 300 человек.
Корабль потерпел крушение около 23:00 30 марта, недалеко от города Маргит, все находившиеся на борту погибли. Новости достигли Лондона только поздно вечером 31 марта, когда речной лоцман, ожидавший прибытия судна, случайно встретил другого лоцмана Чарльза Гиллхэма, который сообщил, что накануне вечером видел корабль аналогичного описания, терпящего бедствие.